# Coryphantha cornifera

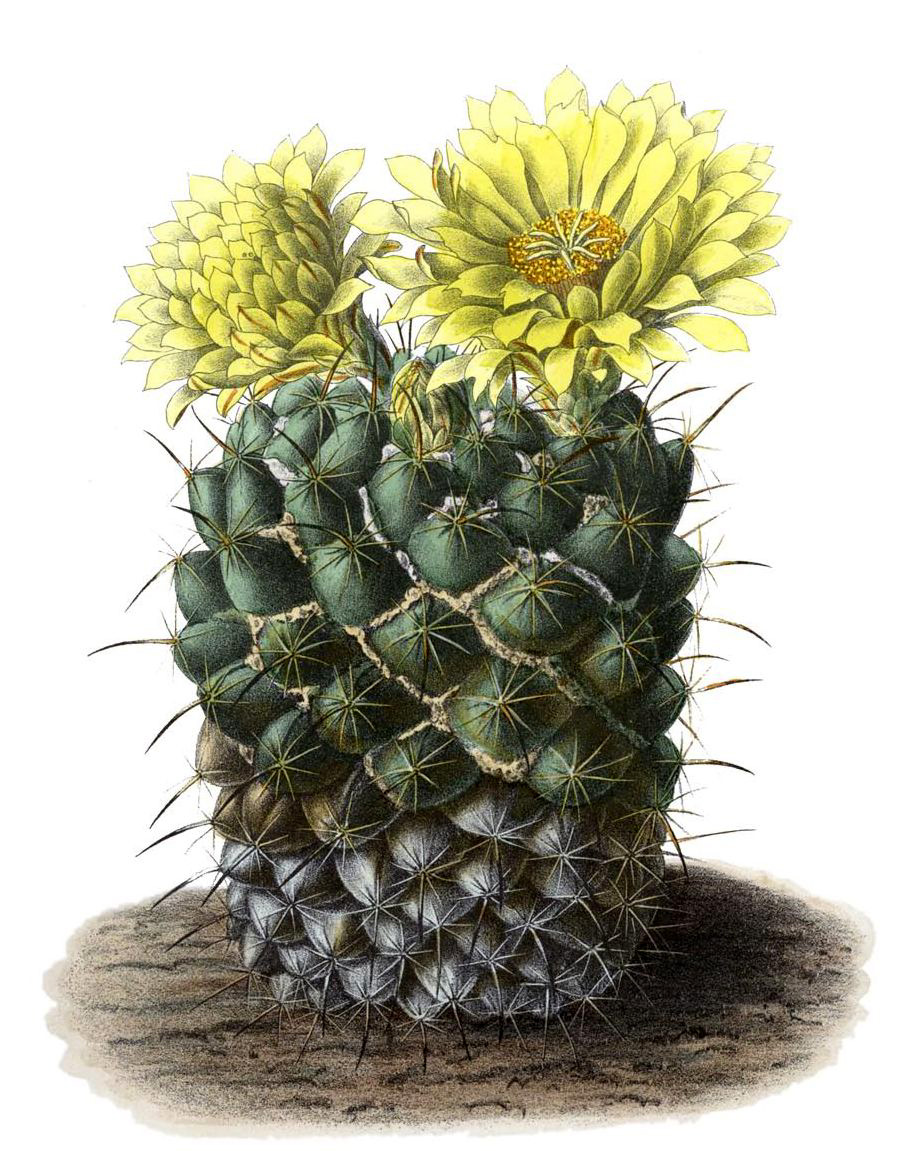
Coryphantha cornifera auf Tafel 125 von 1911 aus Blühende Kakteen

Coryphantha cornifera ist eine Pflanzenart in der Gattung Coryphantha aus der Familie der Kakteengewächse (Cactaceae). Das Artepitheton cornifera leitet sich von den lateinischen Worten cornus für ‚Horn‘ sowie -fer für ‚tragend‘ ab und verweist auf die gehakten Mitteldornen der Art.

## Beschreibung
Coryphantha cornifera wächst  einzeln mit kugelförmigen bis eiförmigen, hellgrünen bis glauk-grünen Trieben, die Wuchshöhen von bis zu 12 Zentimetern erreichen. Die bis 2,5 Zentimeter langen, diamantenförmigen bis konischen Warzen überlappen sich etwas ziegelförmig. Der einzelne, dunkelfarbige Mitteldorn, der auch fehlen kann, ist kräftig und abwärtsgebogen. Die 16 bis 17 gräulichen Randdornen sind 1 bis 1,2 Zentimeter lang.
Die gelben Blüten sind bis 7 Zentimeter lang und erreichen Durchmesser von 6 Zentimeter.

## Verbreitung, Systematik und Gefährdung
Coryphantha cornifera ist in den mexikanischen Bundesstaaten Hidalgo, Querétaro, Guanajuato, San Luis Potosí, Jalisco und Zacatecas auf Kalkschotter verbreitet.
Die Erstbeschreibung als Mammillaria cornifera durch Augustin-Pyrame de Candolle wurde 1828 veröffentlicht. Charles Lemaire stellte die Art 1868 in die Gattung Coryphantha. Weitere nomenklatorische Synonyme sind Echinocactus cornifer (DC.) Poselger (1853) und Cactus cornifer (DC.) Kuntze (1891). 
Coryphantha cornifera wird in der Roten Liste gefährdeter Arten der IUCN als „Least Concern (LC)“, d. h. nicht gefährdet, eingestuft.

## Nachweise